# Бабурян, Карен Зармайрович
Карен Зармайрович Бабурян (арм. Կարեն Զարմայրի Բաբուրյան, 2 июля 1954, Степанакерт, НКАО, Азербайджанская ССР — 8 июля 2011) — политический и государственный деятель непризнанной НКР.

## Биография
- 1971 — окончил среднюю школу.
- 1980 — юридический факультет Азербайджанского госуниверситета.
- 1992—1993 — избран председателем постоянной комиссии по госстроительству и правовым вопросам Верховного Совета непризнанной НКР.
- 1993 — назначен исполняющим обязанности председателя Верховного Совета НКР.
- 1995—1996 — спикер парламента НКР.
- Май — Ноябрь 1997 — занимал пост заместителя министра иностранных дел.
- 1997—2001 — заведующий юридическим отделом Аппарата Президента НКР, а затем заведующий юридическим отделом Совета Безопасности НКР.
- 2001—2008 — секретарь Совета Безопасности НКР[2].
- 2008—2011 — представитель президента НКР по особым поручениям.

## Награды
- Орден «Сурб Григор Лусаворич» («Св. Григорий Просветитель») (НКР)[3]